# Edward Adams
Edward Adams –conocido como Ed Adams– (12 de septiembre de 1956) es un deportista estadounidense que compitió en vela en las clases Laser, Snipe y Star. Fue campeón mundial en la clase Star en 1987.

## Trayectoria
Ganó tres medallas en el Campeonato Mundial de Star entre los años 1986 y 1988. Además, obtuvo una medalla de bronce en el Campeonato Mundial de Laser de 1976.
En la clase Snipe ganó el Campeonato de América del Norte en 1981, 1983, 1985, 1987 y 1993, y el Campeonato de Estados Unidos en 1986 y 1991.
Entre 2000 y 2004 fue entrenador del equipo olímpico de vela de los Estados Unidos. Compitió en la Copa América de 2000 a bordo del Young America. En 2001 participó en las dos últimas mangas de la Volvo Ocean Race, a bordo del Illbruck Challenge, ganador de la regata. En la Volvo Ocean Race 2008-09 fue entrenador el equipo Delta Lloyd.
En 2022 fue incorporado al National Sailing Hall of Fame de Estados Unidos.

## Palmarés internacional
| Campeonato Mundial | Campeonato Mundial | Campeonato Mundial | Campeonato Mundial |
| Año                | Lugar              | Medalla            | Clase              |
| ------------------ | ------------------ | ------------------ | ------------------ |
| 1976               | Kiel (RFA)         | Medalla de bronce  | Laser              |

| Campeonato Mundial | Campeonato Mundial       | Campeonato Mundial | Campeonato Mundial |
| Año                | Lugar                    | Medalla            | Clase              |
| ------------------ | ------------------------ | ------------------ | ------------------ |
| 1869               | Capri (Italia)           | Medalla de bronce  | Star               |
| 1987               | Chicago (Estados Unidos) | Medalla de oro     | Star               |
| 1988               | Buenos Aires (Argentina) | Medalla de bronce  | Star               |